# Assassinat du Président McKinley
Assassinat du Président McKinley è un cortometraggio del 1901 diretto da Ferdinand Zecca.

## Trama
Il film è una ricostruzione degli eventi realmente accaduti.

## Storia
Il delitto avvenne  il 6 settembre del 1901, allorquando il 25º presidente degli Stati Uniti d'America, William McKinley, subì un attentato a Buffalo. Morì in seguito alle ferite riportate il successivo 14 settembre.